# Maulévrier
Maulévrier é uma comuna francesa na região administrativa da Pays de la Loire, no departamento de Maine-et-Loire. Estende-se por uma área de 33,63 km². Em 2010 a comuna tinha 3 268 habitantes (densidade: 97,2 hab./km²).